# باهار دت
باهار دت (بالإنجليزية: Bahar Dutt)‏ هي صحفية هندية، ولدت في 1975 في نيودلهي في الهند.